# Сазонов, Василий Фёдорович
Василий Фёдорович Сазонов — советский хозяйственный, государственный и политический деятель.

## Биография
Родился в 1928 году в селе Копотилово. Член КПСС.
Окончил Свердловский горный институт им. В. В. Вахрушева.
До 1953 — заместитель начальника, начальник участка горно-капитальных работ на строительстве копейской шахты № 23.
В 1953—1963 — начальник отдела капитальных работ треста «Челябуголь», главный инженер, директор шахты № 16, директор шахты № 23, директор шахты «Красная горнячка».
В 1963—1965 — управляющий трестом «Копейскуголь».
В 1965—1967 — первый секретарь Копейского горкома КПСС.
В 1967—1970 — управляющий трестом «Копейскуголь»>.
В 1970—1985 — заместитель начальника, главный инженер комбината «Челябинскуголь».
Делегат XXIII съезда КПСС.
Жил в Челябинске.

## Награды
- Орден Ленина (1966)
- Орден Трудового Красного Знамени (1971, 1981)